# Bulz

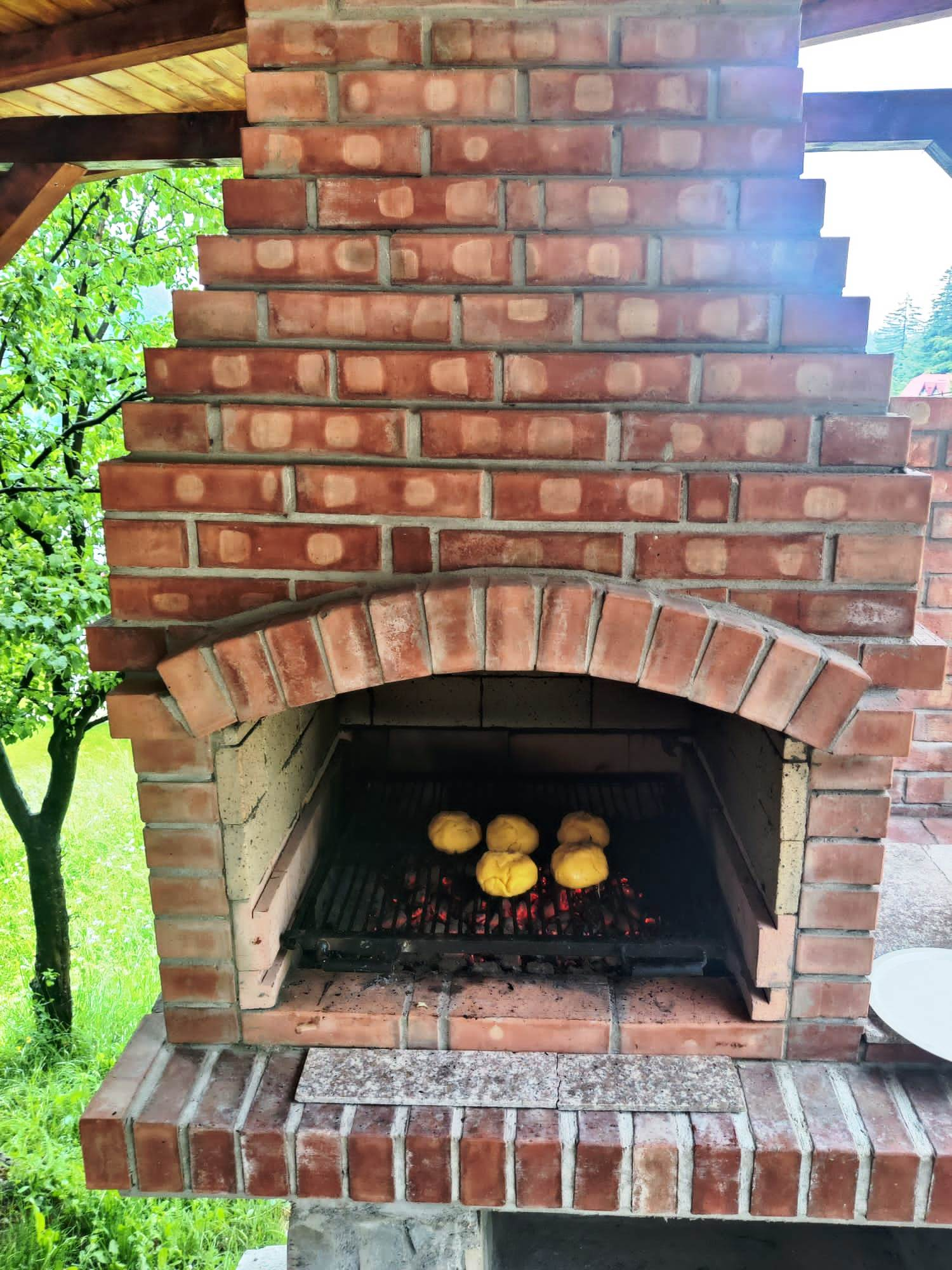
Bulz auf dem Grill (bulz ciobănesc)

Bulz, auch bol, boț, bulgăre, cocoloș oder auch bulz ciobănesc (bulz nach Schäfer Art) ist ein traditionelles rumänisches Gericht.
Darin werden wesentliche Erzeugnisse der rumänischen Landwirtschaft – Mais und Schafmilch – verarbeitet. Es besteht aus Mămăligă, Schafskäse, Eiern und Fleisch. Welche Zutaten genau verwendet werden, dafür gibt es sehr viele regionale Varianten, die manchmal sogar nach dem jeweiligen Dorf benannt sind. Als Käse wird Telemea oder auch entwässerter Quark verwendet. Für den optionalen Fleischbestandteil kommt jede Art von Fleisch, Wurst oder Schinken in Frage.
Mit der Mămăligă wird eine Hülle geformt, die mit dem Käse gefüllt wird. Dies kann in Form von gefüllten Knödeln, als gefüllte Pfannkuchen oder auch als Auflauf geschehen. Die Eier werden in Form von Spiegel- oder Rührei darüber gegeben. Das Fleisch kann in der Käsefüllung enthalten sein, mit den Eiern vermischt werden oder separat darüber liegen.
Beim bulz ciobănesc wird der geformte Mămăligă-Knödel mit Burduf, womöglich kombiniert mit Käsesorten wie Telemea, Urdă gefüllt, danach für kurze Zeit auf den Grill oder in Holzkohleglut gelegt.